# 江戸ヶ浦勝右エ門
江戸ヶ浦 勝右エ門（えどがうら かつえもん、1789年〈天明9年〉 - 没年不明）は、雷部屋、音羽山部屋及び粂川部屋に所属した元力士。
本名・身長・体重はいずれも不明。出身地は現在の埼玉県（旧・武蔵国）。
最高位は東関脇。1814年4月～11月は横須賀藩，錦木と名乗っていた時代は盛岡藩の抱えであった。
1811年閏2月場所、十枚目付出で初土俵を踏んだ。1814年4月場所で新入幕を果たし、この場所7勝2敗1休の優勝次点の好成績を挙げた（柏戸利助〈元大関〉が7勝1敗2休の成績を挙げ、優勝相当成績となっている）。柏戸に対しては相性が良く、3勝1敗と得意にしていた。1820年10月場所で7勝2敗1無、1821年10月場所でも6勝2敗1休1無と度々優勝争いに参加した成績を挙げたが、番付運は悪く、1824年10月場所で漸く初の三役となる西小結に昇進した。以後、1827年11月場所で東関脇に昇進するも、力の衰えは明らかであり、翌1828年10月場所を以て現役引退した。
現役中の1821年10月場所より5代音羽山を襲名し、二枚鑑札となっていた。1827年頃に返上したと言われるが、詳細は不明である。また、引退後の消息についても分かっていない。
幕内通算 26場所 101勝72敗17分4預11無39休の成績を残した（但し、江戸時代故、記録に散佚が見られる）。

## 改名歴
改名歴は10回にも及ぶ：泉崎　丈助 → 宮城野　丈助 → 倶利迦羅　竜助 → 宮城野　丈助 → 錦木　繁之助 → 錦木　盤之助 → 錦木　繁之助 → 宮城野　丈助 → 音羽山　峰右エ門 → 雲井川　勝右エ門 → 江戸ヶ浦　勝右エ門
改名の多い江戸時代においても、群を抜く改名頻度で有名となった。ちなみに錦木と名乗った力士は、平成時代の錦木徹也まで過去7人いるが、岩手県出身でない力士2人のうちの一人（盛岡藩のお抱え力士だったが、出身は埼玉県説が有力で、他に千葉県や東京都の説もあるが、奥羽地方出身という説はどこにも見あたらない）。